# Таті Кіїтіро
Кіїтіро Таті (яп. 舘喜一郎, нар. 10 листопада 1949) — колишній японський футбольний суддя. Арбітр ФІФА.

## Кар'єра
Працював на таких великих змаганнях:
- Молодіжний чемпіонат світу з футболу 1991 (1 матч)
- Кубок африканських націй 1992 (2 матчі)
- Літні Олімпійські ігри 1992 (1 матч)